# Pen-y-ffordd
Pen-y-ffordd är en by i Flintshire i Wales. Byn är belägen 205,6 km 
från Cardiff. Orten har 651 invånare (2016).